# Cyclopina vachoni
Cyclopina vachoni är en kräftdjursart som beskrevs av Nicholls 1939. Cyclopina vachoni ingår i släktet Cyclopina och familjen Cyclopinidae. Inga underarter finns listade i Catalogue of Life.